# Stephanie Venier
Stephanie Venier, avstrijska alpska smučarka, * 19. december 1993, Innsbruck, Avstrija.
Njena sestra Bianca je tudi alpska smučarka vendar je leta 2018 že zaključila tekmovalno kariero. Leta 2017 je bila Stephanie izbrana za avstrijsko športnico leta.

## Rezultati svetovnega pokala

##### Sezonske lestvice
| Sezona | Starost | Skupni seštevek | Slalom | Veleslalom | Superveleslalom | Smuk | Alpska kombinacija |
| ------ | ------- | --------------- | ------ | ---------- | --------------- | ---- | ------------------ |
| 2013   | 19.     | 117.            | -      | -          | 49.             | -    | -                  |
| 2014   | 20.     | 98.             | -      | -          | 42.             | -    | 27.                |
| 2015   | 21.     | 101.            | -      | -          | 46.             | 42.  | -                  |
| 2016   | 22.     | 46.             | -      | -          | 17.             | 30.  | 39.                |
| 2017   | 23.     | 16.             | -      | -          | 5.              | 12.  | 28.                |
| 2018   | 24.     | 27.             | -      | -          | 19.             | 13.  | 29.                |
| 2019   | 25.     | 9.              | -      | -          | 9.              | 2.   | -                  |
| 2020   | 26.     | 14.             | -      | -          | 5.              | 7.   | -                  |
| 2021   | 27.     | 59.             | -      | -          | 25.             | 20.  | -                  |

##### Top 3
| Sezona | Datum            | Kraj                            | Disciplina      | Mesto |
| ------ | ---------------- | ------------------------------- | --------------- | ----- |
| 2017   | 22. januar 2017  | Garmisch-Partenkirchen, Nemčija | Superveleslalom | 2.    |
| 2017   | 25. februar 2017 | Crans-Montana, Švica            | Superveleslalom | 3.    |
| 2019   | 18. januar 2019  | Cortina d'Ampezzo, Italija      | Smuk            | 3.    |
| 2019   | 27. januar 2019  | Garmisch-Partenkirchen, Nemčija | Smuk            | 1.    |
| 2020   | 6. december 2019 | Lake Louise, Kanada             | Smuk            | 3.    |
| 2020   | 21. februar 2020 | Crans-Montana, Švica            | Smuk            | 3.    |

##### Avstrijsko državno prvenstvo
| Leto | Datum     | Disciplina      | Mesto |
| ---- | --------- | --------------- | ----- |
| 2012 | 24. marec | Smuk            | 3.    |
| 2013 | 22. marec | Superveleslalom | 1.    |

## Rezultati svetovnega prvenstva
| Leto | Starost | Slalom | Veleslalom | Superveleslalom | Smuk | Alpska kombinacija |
| ---- | ------- | ------ | ---------- | --------------- | ---- | ------------------ |
| 2017 | 23.     | -      | -          | 7.              | 2.   | 17.                |
| 2019 | 25.     | -      | -          | ODTOP1          | 4.   | -                  |
| 2021 | 22.     |        |            | 20.             | -    |                    |

## Rezultati olimpijskih iger
| Leto | Starost | Slalom | Veleslalom | Superveleslalom | Smuk    | Alpska kombinacija |
| ---- | ------- | ------ | ---------- | --------------- | ------- | ------------------ |
| 2018 | 24.     | -      | -          | -               | ODSTOP1 | NI NASTOPILA       |

## Rezultati mladinskega svetovnega prvenstva
| Leto | Datum      | Kraj      | Disciplina         | Mesto   |
| ---- | ---------- | --------- | ------------------ | ------- |
| 2012 | 1 marca    | Roccaraso | Slalom             | ODSTOP2 |
| 2012 | 3 marca    | Roccaraso | Veleslalom         | 29.     |
| 2012 | 5 marca    | Roccaraso | Superveleslalom    | 19.     |
| 2013 | 22 februar | Québec    | Veleslalom         | 25.     |
| 2013 | 24 februar | Québec    | Superveleslalom    | 1.      |
| 2013 | 26 februar | Québec    | Smuk               | 2.      |
| 2014 | 3 marca    | Jasná     | Superveleslalom    | 2.      |
| 2014 | 3 marca    | Jasná     | Alpska kombinacija | 24.     |
| 2014 | 5 marca    | Jasná     | Smuk               | 5.      |